# 설악가게거미
설악가게거미(학명: Coras seorakensis)는 거미목 가게거미과에 속하는 거미의 일종으로, 2014년 설악산에서 발견되어 신규종으로 등록되었다.